# Hans-Gerd Adler
Hans-Gerhard Adler (* 23. August 1941 in Heiligenstadt) ist ein deutscher Kommunalpolitiker der CDU. Adler war Mitinitiator der friedlichen Revolution im Eichsfeld.

## Werdegang
Adler absolvierte von 1958 bis 1961 in Heiligenstadt eine Ausbildung zum Industriekaufmann. 1968 holte er an der Kreisvolkshochschule in Heiligenstadt das Abitur nach und bildete sich zwischen 1969 und 1973 im Fernstudium zum Ingenieurökonom fort. Von 1968 bis 1990 arbeitete er als betriebswirtschaftlicher Leiter, Buchhalter und Innenrevisor. Von 1990 bis 1992 war er als Hauptabteilungsleiter Abrechnung, Analysen, Kontrolle, Konzeptionen für die Privatisierung des VEB in die Solidor AG Heiligenstadt tätig.
1967 hatte er Aufgaben im Kirchenvorstand der St.-Gerhard-Gemeinde in Heiligenstadt übernommen. Im Herbst 1989 organisierte er die friedliche Revolution im Eichsfeld und wurde Vorsitzender des Sprecherrates der Demokratischen Initiative Heiligenstadt, die Friedensgebete, Montagsdemonstrationen und eine Menschenkette veranstaltete. Bei den ersten freien Kommunalwahlen wurde er 1990 in den Kreistag von Heiligenstadt gewählt, dem er bis 1994 als Mitglied und stellvertretender Präsident angehörte. Seit Juli 1999 ist er Mitglied des Stadtrates von Heiligenstadt und wurde im Juli 2004 zum stellvertretenden Vorsitzenden gewählt.
Hans-Gerd Adler ist Pressesprecher des Grenzmuseums Schifflersgrund.

## Schriften
- Wir sprengen unsere Ketten: Die friedliche Revolution im Eichsfeld. Eine Dokumentation. Leipzig: Thomas Verlag, 1990.
- Faefferkerner. Hailjenschtaat: Kortjee, 2007
- Hans-Gerd Adler: Brückenköpfe, Asbach-Sickenberg, Arbeitskreis Grenzinformation e. V., 2009, ISBN 978-3-00-028444-1.
- Nicht alles reimt sich. Selbstpublikation. Leipzig : Engelsdorfer Verlag, 2011
- Gefechtsziege LB55-40: Erlebnisse mit einem 311er Wartburg, Engelsdorfer Verlag, 2014, ISBN 978-3957442987
- Nachgedacht Aufgewacht, Books on Demand, 2017
- Soolzschtangn, Books on Demand, 2018
- Die Heiligenstädter Möhrenkönige: Eine fantastische Geschichte von Gehannes vum Lipsbaerje, Books on Demand, 2021
- Schpelleoomnd: Oole Schnurrn nuuwe un nuuwe Schnurrn oold värrzoolt, Books on Demand, 2022

## Ehrungen
- 2012: Bundesverdienstkreuz der Bundesrepublik Deutschland[1]